# .by

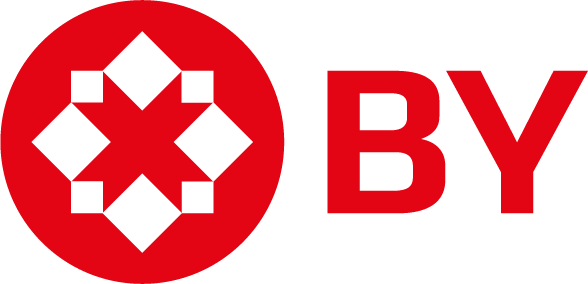

.by는 벨라루스의 인터넷 국가 코드 최상위 도메인이다. State Center of the Information Security of the President of the Republic of Belarus (Государственный центр безопасности информации при Президенте Республики Беларусь)에 의해 관리된다. BY라는 코드는 소련 소속이었던 기간 동안에 사용했던 Belarus, Byelorussia의 스펠링에서 가져온 것이다. 국가 최상위 도메인은 소비에트 도메인 .su를 대체하면서 1994년 5월 11일에 만들어졌다.

## 비용
70 USD의 비용이 첫 해에 들어가며 그 다음부터 도메인을 유지하기 위해 50 USD를 청구해야 한다.